# Station Remscheid-Lennep
Station Remscheid-Lennep is een spoorwegstation in de Duitse plaats Remscheid. Het station werd in 1868 geopend. 